# Mallos de Riglos
Mallos de Riglos är en klippa i Spanien.   Den ligger i provinsen Provincia de Huesca och regionen Aragonien. Mallos de Riglos ligger 1 144 meter över havet.